# Teatro Arena del Sole
El Arena del Sole es un teatro de Bolonia, el mayor de la ciudad. 

## Edificio
El edificio está enmarcado en la Via Independencia, la principal calle del núcleo urbano boloñés, y está construido en un estilo neoclásico. Su imponente fachada, junto con las esculturas que la presiden y las grandes columnas que lo soportan, dan buena muestra del espíritu boloñés en cuanto a temas culturales se refieren. Siguiendo las líneas maestras de la ciudad, el teatro se enmarca en una infinita red de pórticos, la cual acompaña a prácticamente la totalidad de las vías de Bolonia

## Evolución histórica
Fue inaugurado el 5 de julio de 1810, en el lugar en el que se enmarcaba un convento dominico abandonado -debido a la presión ejercida por Napoleón Bonaparte. Durante un siglo funcionó como teatro al uso, en temporadas de representación desde la Pascua hasta septiembre. A partir de 1916, adaptándose a los nuevos tiempos, comienza a ser utilizado también para proyecciones cinematográficas. Ese uso iría ganando peso poco a poco, hasta que en 1949 se abandonan por completo las representaciones teatrales para ser un cine única y exclusivamente.
En 1984 fue adquirido por el ayuntamiento de Bolonia, que le devolvió la actividad teatral. Sin embargo, hubo que cerrarlo para reestructurarlo y acondicionarlo al uso que se le quería dar. Así, el 20 de febrero de 1995 se reinauguraba, esta vez con dos salas en lugar de una.  

## Arena del Sole en la actualidad

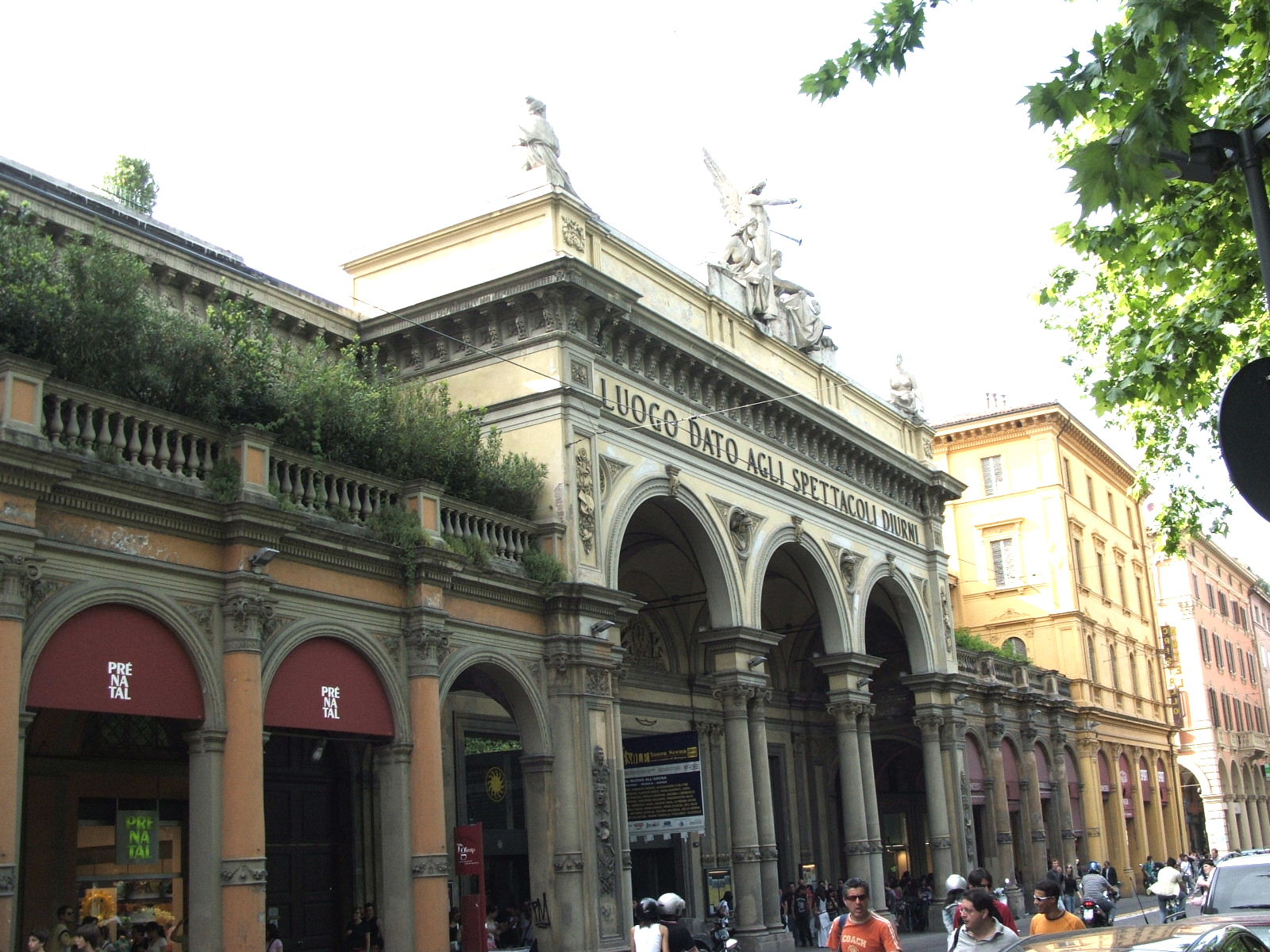

En la actualidad el teatro cuenta con un programa de representaciones a un precio económico, que lo hace interesante tanto para la población local como para los turistas.La temporada teatral, en la actualidad, va desde finales de octubre hasta mayo, contando con aproximadamente 30 obras en cartel. 
Tal y como se ha indicado, el teatro consta de dos salas. La principal, conocida como "Sala Grande", está dedicada a las producciones de las principales compañías de teatro, italianas e internacionales. Se representan géneros clásicos de la dramaturgia, así como algunas comedias contemporáneas y musicales. La sala de menor tamaño, "Sala Interaction", se dedica a representaciones de menor calado, como monólogos de artistas locales o compañías teatrales con menor llegada al público mayoritario, las cuales, por otro lado, brindan los espectáculos más innovadores y extravagantes.

## Enlaces
- Web oficial del teatro

- Datos: Q965331
- Multimedia: Arena del Sole (Bologna) / Q965331